# Armando Cooper
Armando Enrique Cooper Whitaker (Colón, 26 de novembro de 1987) é um ex-futebolista panamenho que atuava como meio-campo.

## Carreira
Armando Cooper fez parte do elenco da Seleção Panamenha de Futebol da Copa América de 2016.